# Dimitrios Agravanis
Dimitrios Agravanis (nacido el 20 de diciembre de 1994 en Atenas) es un baloncestista griego que pertenece a la plantilla del AEK B.C. de la A1 Ethniki griega. Con 2,08 metros de estatura, juega en las posiciones de ala-pívot o pívot.

## Trayectoria deportiva
Comenzó su andadura profesional en el Maroussi BC, donde jugó en las categorías interiores, e hizo su debut en el primer equipo en la temporada 2010-11. En 2012 fichó por el Panionios BC,
En 2013 fichó por el Olympiacos, con el que ganó la Copa Intercontinental FIBA en su primera temporada. En 2015 logró ganar el campeonato griego, y llegar a la final de la Euroliga 2014-15, donde cayeron ante el Real Madrid. Esa temporada promedió 6,4 puntos y 3,1 rebotes por partido en la liga doméstica, y 4,1 y 2,7 en competición europea.
El 25 de junio de 2015, fue seleccionado en la quincuagésimo novena posición del 2015 por los Atlanta Hawks.
Con Olympiacos ganó el campeonato de la Liga griega en 2016. A finales de julio de 2017, volvió a renovar su contrato hasta 2020, mientras firmaba un acuerdo por tres años y 1,4 millones de euros de ingresos netos garantizados con el Rojos.
El 24 de julio de 2019, el Olympiacos anunció que había rescindido su contrato y, por tanto, Agravanis se convirtió en agente libre, tras pasar seis temporadas con los "rojos".
En 2019, Agravanis firmó por el Promitheas Patras, en el que promedió 8,2 puntos y 5,5 rebotes por partido en la temporada 2019-20 en la EuroCup. El 15 de julio de 2020, volvió a renovar su contrato con el conjunto de Patras. Durante la campaña 2021-22, en 29 partidos de liga, Agravanis promedió 14 puntos, 6,3 rebotes, 2,5 asistencias y 1,2 robos, jugando unos 25 minutos por partido.
El 27 de septiembre de 2022, firma por Napoli Basket de la Lega Basket Serie A. El 31 de octubre del mismo año, Napoli y Agravanis finalizaron su contrato con los que solo disputó 5 partidos, en los que promedió 8,2 puntos y 4,8 rebotes por partido.
El 4 de noviembre de 2022, Agravanis firmó un contrato de dos años (1+1) con Peristeri BC, bajo la dirección del entrenador Vassilis Spanoulis, en el que disputó 8 partidos de liga donde promedió 10,9 puntos, 5,1 rebotes y 2,4 asistencias, jugando alrededor de 23 minutos por partido.
El 31 de enero de 2023, Agravanis firma por el Panathinaikos BC, en el que disputa 4 partidos de la Euroliga en los que promedió 0,8 puntos y 2,5 rebotes en 9 minutos por partido. Además, en 14 partidos de la liga doméstica, promedió 8,2 puntos, 4,1 rebotes y 1,2 asistencias en 18 minutos por partido. 
El 2 de septiembre de 2023, firma por el Club Baloncesto Breogán de la Liga Endesa.
El 15 de enero de 2024, firma por el AEK B.C. de la A1 Ethniki griega.

### Selección nacional
En septiembre de 2022 disputó con el combinado absoluto griego el EuroBasket 2022, finalizando en quinta posición.